# Деражня
Дера́жня (укр. Деражня) — город в Хмельницкой области Украины. Входит в Хмельницкий район. До 2020 года был административным центром упразднённого Деражнянского района.

## Географическое положение
Город расположен на реке Волк.

## История
Деражня основана в 1431 году.
В 1469 году принадлежала Яну Одворонжу.
В турецких документах 1542 года указано, что Деражня — это маленькое казацкое поселение. В 1552 году здесь жило всего 11 человек, четверо из которых погибли от эпидемии.
По данным Р. Афтанази, город у дороги с Волочиска на Oдесcу находился в очень лесистой местности. Когда-то эти земли были княжеством в составе Барского староства, принадлежавших польской королеве Бона Сфорца. В 1664 году Деражню ненадолго получил казацкий гетман Иван Выговский, после чего она была конфискована и передана Казимирскому старосте, князю Антонию Любомирскому. При нём был построен первый деревянный костёл.
От Любомирских Деражня перешла к Ожаровским, которые около 1776 года уступили её деверю, князю Адаму Понинскому (1732—1798). Тот тоже Деражней долго не владел и продал её в декабре 1779 года вместе с другими селами банкиру Петру Фергюссону Тепперу (P. F. Tepper) за 1,6 млн злотых.
В 1780 году П. Ф. Теппер организовал строительство двухэтажного дворца и заложил ландшафтный парк. Через территорию парка в то время протекала река. В 1799 году семейство Тепперов обанкротилось, дом пришлось продать.
После второго раздела Речи Посполитой Деражня вошла в Летичевский уезд Подольской губернии Российской империи.
В 1803 году Деражня досталась Клементе Берно (Klemens Berneaux), а в 1807 году переходит в руки посла сейма (читай депутата), графа Михала Чацкого (умер в 1828 г.). Граф заботился о новоприобретённом имении — заложил в Деражне банк, но в 1820 году продал все имения вместе с 352 мужскими «душами» Игнацию Мошинскому — за 57 тыс. рублей. У дочери Мошинского Деражню и Теперовку в 1844 году купил Станислав Рациборовский. Он и его потомки были последними владельцами городка и усадьбы.
В 1890 году в Деражне проживало свыше 2 тыс. человек, действовали пивоваренный завод, православная церковь, католический костёл и торговые лавки.
В ходе Великой Отечественной войны с 11 июля 1941 до 25 марта 1944 года поселение было оккупировано немецкими войсками.
В 1952 году здесь действовали торфодобывающее предприятие, средняя школа, семилетняя школа, кинотеатр и два клуба.
В сентябре 1970 года в посёлке был открыт мемориал на месте массовых расстрелов немцами 3814 мирных жителей.
В 1972 году здесь действовали плодоовощной консервно-сушильный завод, кирпичный завод и фабрика бытовой химии.
Статус города получен в 1987 году.
В мае 1995 года Кабинет министров Украины утвердил решение о приватизации находившихся в городе завода «Орбита», племенного животноводческого хозяйства, молокозавода и райсельхозтехники.

## Население
В январе 1989 года численность населения составляла 11 454 человек.
На 18 января 2024 года численность населения составляла 10 240 человек.

### Языковой состав
Родной язык населения по данным переписи 2001 года:
| Язык       | Численность, чел. | Доля     |
| ---------- | ----------------- | -------- |
| Украинский | 10 185            | 97,59 %  |
| Русский    | 184               | 1,76 %   |
| Другие     | 68                | 0,65 %   |
| Итого      | 10 437            | 100,00 % |

### История еврейской общины
В 1765 году в Деражне проживало 310 евреев, в 1784—316, в 1889 — около 1900 (60 %), в 1897 — 3333 (68 %), в 1902 — 5400, в 1910 — 3533 (72,3 %), в 1923 — 3058 (86 %), в 1926 — 3735 (92 %), в 1939 — 2651 (40 %).
В 1-й половине XVII века существовала караимская община, уничтоженная отрядами Богдана Хмельницкого.
В 1734 году еврейская община пострадала от нападения гайдамаков.
В 1757 году в Деражне и др. местечках края власти конфисковали Талмуд, который был сожжен на площади в Каменец-Подольском.
Деражня и её еврейское население упоминается во многих судебных документах 1812—1841 годов, впервые обнародованных в связи с 200-летием со дня рождения Устима Кармелюка в 1987 году. Его бунтарская деятельность охватывала 1812—1835 годы. Один из судебных процессов против еврейского кагала Деражни возбудила арендатор пани Магдалина Поплинская, обвиняя кагал в содействии Кармелюку и в троекратном поджоге её дворца. Она потребовала возмещения убытков. Судебный процесс длился в 1833—1835 годах и продолжался даже после гибели Кармелюка. Среди подсудимых в Летичевском суде было 79 человек, 30 из них — евреи Деражни.
В 1860-х годах имелось 2 синагоги, в конце XIX века — 5 синагог, в начале XX века — 10 синагог, несколько хедеров, 3 частных еврейских училища, еврейская читальня. Евреи вели оптовую торговлю, им принадлежали около 30 мануфактурных магазинов, 3 оптовых склада, 3 оптовых магазина, 2 лесных склада, несколько десятков мелких магазинов и лавок.
Еврейское население составляло в то время 5230 человек.
Деражня упоминается в рассказе Шолом-Алейхема «Немец»:
«Сам я, как вы уже слышали, деражнянский, то есть из Деражни. Это — маленький городок в Подольской губернии, совсем маленький городок, хоть теперь Деражня уже якобы город, с железной дорогой, станцией, вокзалом … Когда Деражня стала станцией, нам завидовала целая округа. И действительно, — это же вам кое-что! Все были уверены, что теперь начнется счастливая жизнь, будут заработки, золото будут загребать полными горстями. Словом, все разбогатеют! .. Съехались со всех сел в наш город. Люди перестраивали дома, ставили новые магазины. Таксу на мясо повысили. Начали уже подумывать о том, чтобы пригласить нового шойхета, построить новую синагогу и расширить старое кладбище — словом, у нас стало весело. Да и что тут удивительного? Железная дорога, станция, вокзал!»
В 1903 было открыто частное еврейское училище для девочек Р. Табачника, в 1905 году — библиотека Д. Рубинштейна (из 140 читателей 40 владели ивритом), в 1908 — еврейская типография И. Ашкенази, в 1910 действовал хедер для мальчиков и девочек. Сионистский кружок (руководители — Ямпольский и Шапиро) объединял, в основном, учащуюся молодежь.
В ноябре 1917, 7 и 17 июня 1919, 17—18 ноября 1920 г. в Деражне произошли погромы, учиненные различными сторонами, участвовавшими в гражданской войне.
В 1926 году создано отделение ОЗЕТа. В 1929 евреи-кустари объединились в мебельную, сапожную артели, в артель «Новая жизнь» по производству кирпича.
В 1930 в основан колхоз им. Лойтера.
В период немецкой оккупации здесь было устроено гетто. 20—21 сентября 1942 года немецкая зондеркоманда при содействии жандармерии и украинской полиции расстреляла все еврейское население города и цыганское население Волковинец — почти 4000 человек. В 1944, после освобождения, в Деражню вернулось около 100 еврейских семей, в 1948 действовал нелегальный миньян. В 1960-х годах на общем кладбище был выделен участок для захоронения евреев.
В сентябре 2016 г. был открыт ещё один памятник на месте массовых расстрелов — детям-жертвам Холокоста.
В настоящее время есть еврейская община, председатель — Волошина Александра Семеновна.

## Транспорт
- Железнодорожная станция Деражня[2].

## Достопримечательности
- Доходные дома и особняки XVII—XIX веков.
- Здание центральной районной больницы (бывшая усадьба П. Теппера)[19].
- Сохранились здание бывшей еврейской школы, на старом еврейском кладбище — резные надгробия XVII—XIX веков.

## Известные уроженцы
- Атаманюк, Владимир Иванович (род. в 1943) — военный и общественный деятель Приднестровья.
- Аранович, Семён Давидович (1934—1996) — советский и российский кинорежиссёр, народный артист России (1994), лауреат Государственной премии СССР (1983), лауреат премии «Ника» (1988), лауреат премии «Серебряный медведь» за выдающиеся достижения в области киноискусства на Берлинском кинофестивале (1994).
- Бен Иешуа а-Машбир, Иосиф (XVII век) — караимский поэт.
- Бирман, Александр Михайлович (1910—1984) — выдающийся экономист.
- Дроздовский, Лев Антонович (1869—1951) — генерал-хорунжий Армии Украинской Народной Республики и генерал-майор царской армии.
- Карвасарский, Борис Дмитриевич (1931—2013) — доктор медицинских наук, профессор. Автор учебников «Психотерапия», «Клиническая психология», монографии «Неврозы» и т. д., всего более 200 научных трудов. Главный психотерапевт Минздрава РФ. Первый Президент Российской психотерапевтической ассоциации, заслуженный деятель науки РФ.
- Лернер, Исаак Яковлевич (1917—1996) — советский и российский педагог, академик.
- Песотта Роза (урождённая Пейсатая Рахель, 1896—1965) — анархистка, феминистка, основатель International Ladies' Garment Workers' Union (США).
- Стрелецкий, Пётр Фёдорович (1918—1973) — Герой Советского Союза, командир звена 3-й Краснознамённой эскадрильи 1-го гвардейского минно-торпедного авиационного полка 8-й минно-торпедной авиационной дивизии ВВС Краснознамённого Балтийского флота, гвардии капитан.

В мошаве Мерхавия (Израиль) работает единственный в мире Музей Деражни, также там имеется лес и памятник памяти евреев, погибших во Второй Мировой войне. В городе Кирьят-Гат находится религиозная организация «Хабадская иешива Деражня».